# 蘭達蘇里
蘭達蘇里是哥倫比亞的城鎮，位於該國東北部，由桑坦德省負責管轄，距離首府布卡拉曼加286公里，始建於1907年4月1日，面積630平方公里，海拔高度968米，2005年人口13,143。
6°13′N 73°49′W / 6.217°N 73.817°W